# Všetaty (nádraží)
Všetaty jsou železniční stanice v městysu Všetaty v okrese Mělník ve Středočeském kraji. Kolejiště stanice odděluje Všetaty od vsi Přívory, nádraží se nachází na rozhraní obou obcí. V době svého otevření v roce 1874 nesla stanice název Všetaty-Přívory, změna názvu byla provedena v roce 1927.

## Historie
Kolem Všetat budovala Turnovsko-kralupsko-pražská dráha roku 1865 železnici do Turnova, stanice zde nicméně postavena nebyla. O vzniku nádraží bylo rozhodnuto až s novostavbou trasy Vídeň–Berlín realizované Rakouskou severozápadní dráhou (ÖNWB), Všetaty se tak staly odbočnou stanicí.
Autorem univerzalizované podoby stanice je architekt Carl Schlimp, stanice byla zbudována v letech 1872–1873 s klasifikací Třída IIb. Nachází se mezi dvěma kolejišti, obě společnosti používaly k odbavování cestujících oddělená nástupiště, Turnovsko-kralupsko-pražská dráha na jihovýchodní a Rakouská severozápadní dráha na severozápadní straně budovy. Provoz ve stanici byl zahájen 1. ledna 1874. Sloužily zde též dvě různé staniční čety: přednosta, výpravčí, pokladní a provozní zaměstnanci. Ve stejné ose s nádražím stála budka pro ruční obsluhu závor. Stanice byla v době dokončení oplocená (což bylo tehdy obvyklé) a nepřetržitě střežena hlídačem. V budově fungovala ve dvou místnostech nádražní restaurace, obvyklý zde byl prodej na nástupištích u stojících vlaků.
Traťový úsek z Kolína ve směru na Mělník procházející Všetaty byl roku 1958 elektrizován.

## Výpravní budova
Výpravní budova byla postavena v letech 1873–1874. Projekt vypracoval architekt ÖNWB Rudolf Frey, který použil plány výpravní budovy v Ústí nad Orlicí. Základem bylo použití režného zdiva, hrázděné konstrukce a sedlové střechy s nízkým sklonem.
Výpravní budova je postavena na půdorysu písmene H. Je tvořena dvěma příčnými křídly, z nichž jedno je dvoupatrové a druhé jednopatrové. Průčelí hlavního traktu bylo rozčleněno dvěma krajními rizality a trakt ukončen dvěma trojúhelníkovými štíty. Spojovací křídlo je přízemní, v níž byla čekárna a restaurace.
Součástí nádraží byly přístavky pro kůlnu na uhlí, prádelnu, lampárnu nebo chlívky pro hospodářská zvířata, zázemí pro posunovače a další provozní místnosti. Byla zde točna a místo pro zbrojení lokomotiv uhlím a vodou.

## Galerie

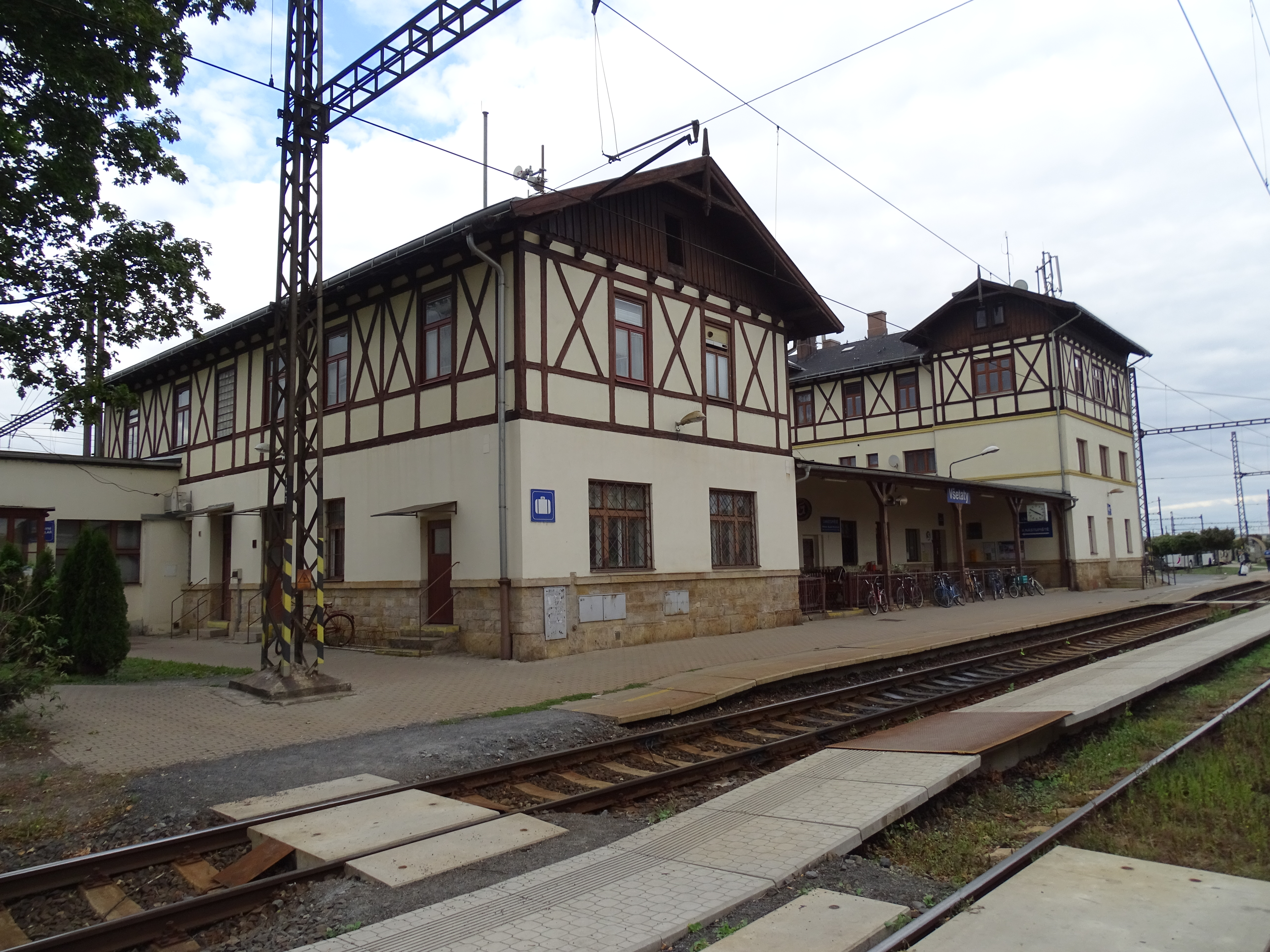
Výpravní budova
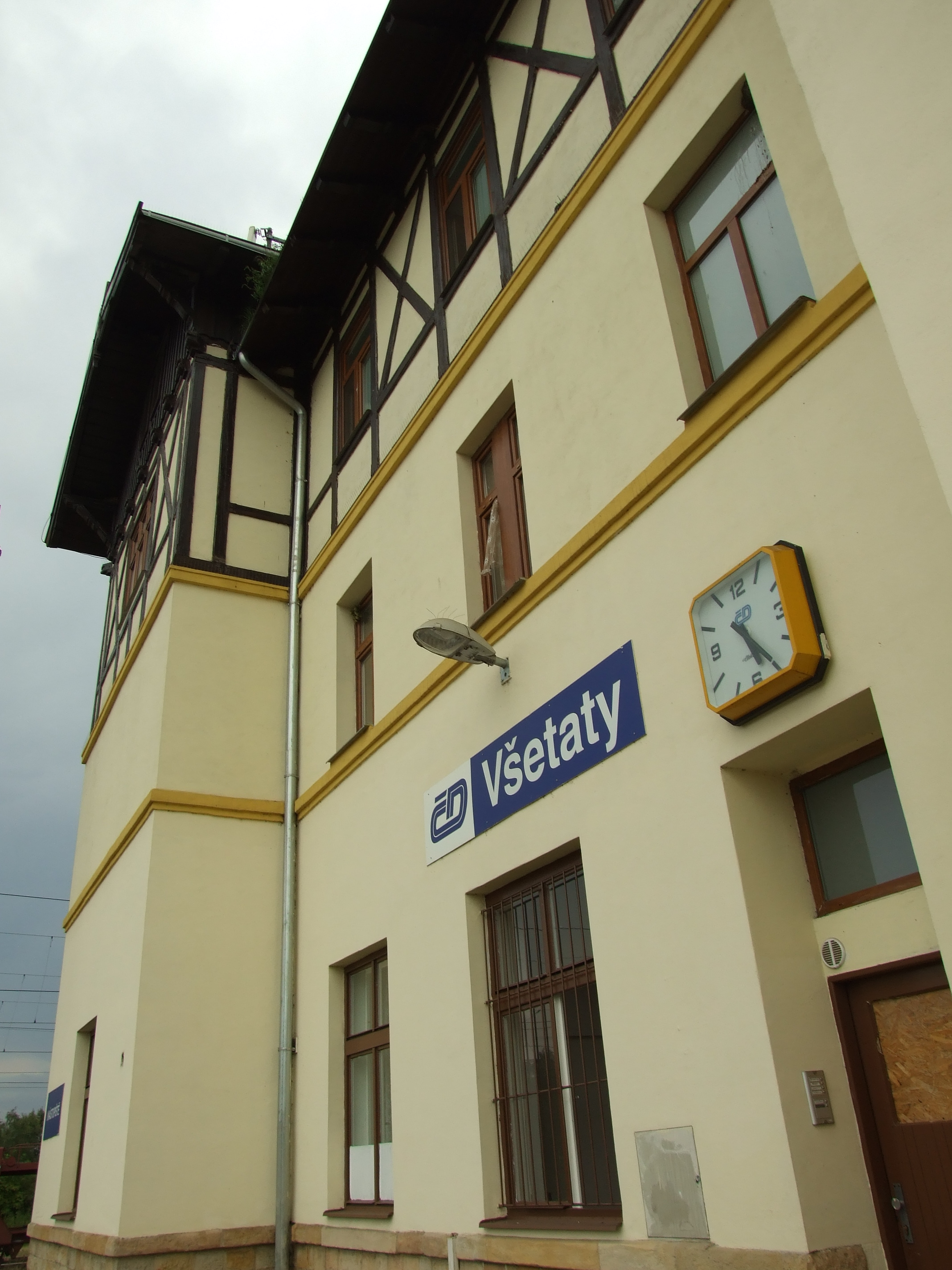
Výpravní budova
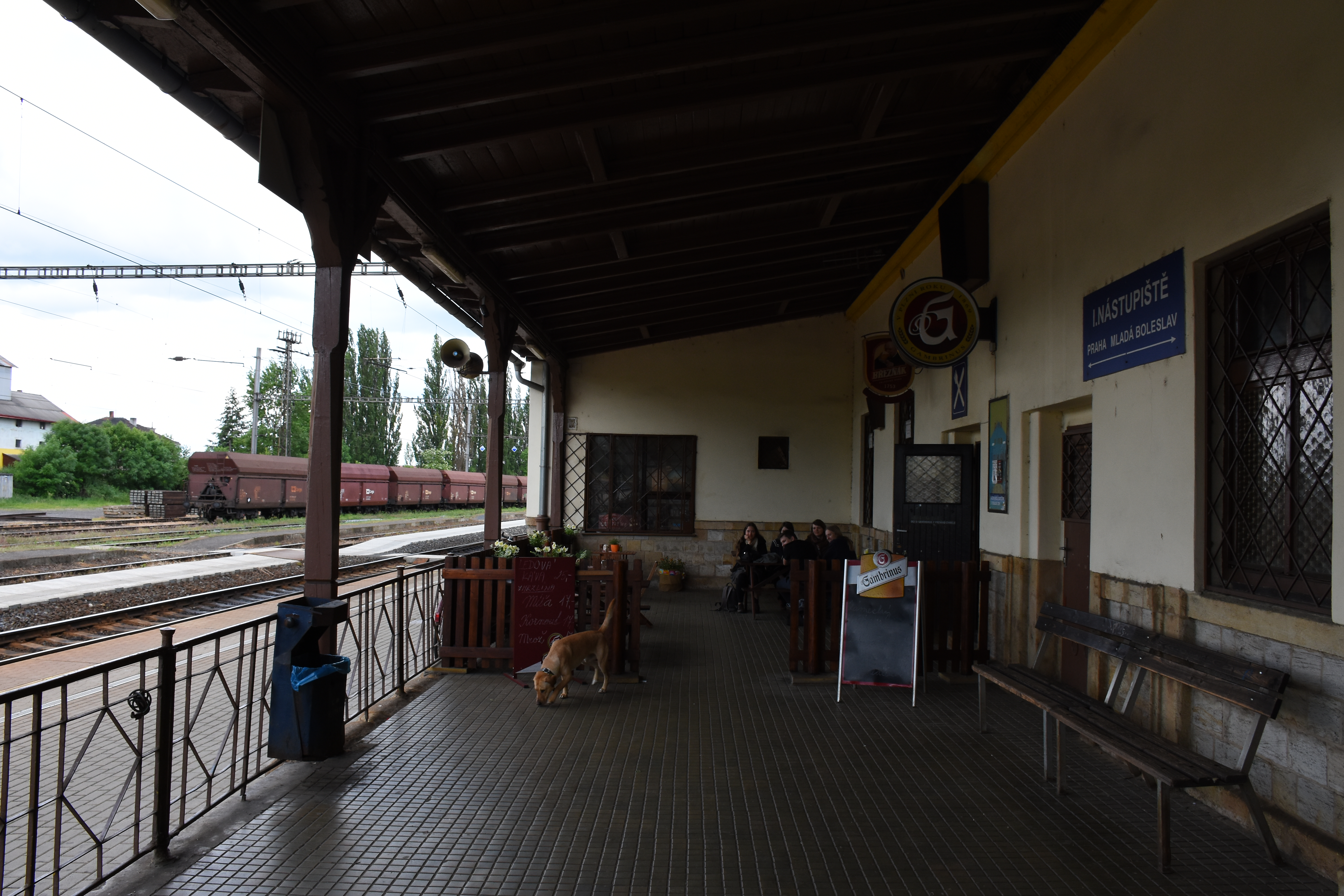
Kryté nástupiště